# Camptoloma designata
Camptoloma designata är en fjärilsart som beskrevs av Clayton Dissinger Mell 1943. Camptoloma designata ingår i släktet Camptoloma och familjen björnspinnare. Inga underarter finns listade i Catalogue of Life.